# Boricua Guerrero: First Combat
Boricua Guerrero: First Combat es un álbum recopilatorio de varios artistas de reguetón y hip hop, lanzado en 1997. El álbum producido por Nico Canada y DJ Playero lanzado a finales de los noventa representó la mayor unión que han tenido estos géneros urbanos.  Contenía dos discos: versión rap y reggae, sin embargo, en la primera edición de rap, a lo largo de las 14 canciones, el común denominador son los beats de hip hop clásicos de los años noventa, llenos de boom bap pero combinados con el dembow que caracteriza al reguetón.
Entre los raperos estadounidenses que aparecen en el álbum se encuentran Busta Rhymes, Nas, Lost Boys, Q-Tip, Fat Joe y Big Pun. Por Puerto Rico, los cantantes que participaron fueron Daddy Yankee, Eddie Dee, Héctor “El Father”, Tito “El bambino”, Don Chezina, Rey Pirín, Maicol & Manuel y Alberto Stylee. En este disco, se unieron en una misma canción a artistas como Busta Rhymes y Yaviah, Don Chezina y Q-Tip, Fat Joe y Mexicano 777 o Daddy Yankee y Nas, donde con la canción «The Prophecy», sería una de las canciones que sentarían base como antecedente para fusiones entre el hip hop y el reguetón.

## Lista de canciones

### CD 1: Rap
- 1. Intro
- 2. Busta Rhymes & B.F. Yaviah - Loco Como Rodman
- 3. Daddy Yankee & Nas - The Prophecy
- 4. Horny Man & Panty Man junto a Lost Boyz - Condición De Guerrero
- 5. Chezina & Q-Tip – Who’s That, Quienes
- 6. Eddie Dee - Sube Y Baja
- 7. Mexicano 777 & Fat Joe - No Mas Tregua
- 8. Maestro - Rebel For Life
- 9. Miguelito & Kalil with Akinyele - Listo Para Morir
- 10. Cabalucci & Select - Hip Hop Killers
- 11. Rey Pirin & Mad Lion - Guerrillero Borincano
- 12. Mexicano & Kamikazie - Maleante
- 13. B.F. Yaviah & Big Punisher - Godfather
- 14. Outro

### CD 2: Reggae
- 1. Intro
- 2. Alberto Stylee - Entren Al Baile
- 3. Hector & Tito feat. Maicol - Bailalo
- 4. Glory - La Guerra
- 5. Horny Man & Panty Man feat. Nene Ganya - Zayaka
- 6. Original Q & Bernie Man - Conoci Una Muchacha
- 7. Eddie Dee - Sonido Guerrero
- 8. Riche Valens - Lo Que La Nena Quiere
- 9. Camalion & General - Rebel Music
- 10. Notty Boy - Represent From The Guetto
- 11. Manuel - NiNa
- 12. Hector & Tito - Mi Contrincante
- 13. Bernie Man Y Kamikazie - Buscando Un Yal
- 14. Nano - Funky Maniac
- 15. Maicol & Manuel feat. Kamikazie - Chicas De La Noche
- 16. Omar Little Grass - A cappella
- 17. Alberto Stylee & Jahdan - Increíble Amor
- 18. Daddy Yankee, Rey Pirin and Curly Valentino - Cuida Tu Cuerpo
- 19. Horny Man Y Panty Man - Sex A Todas Las Horas
- 20. Original Q - Bajon De Nota
- 21. Nene Ganya - Vienen Y Van